# Festival d'Angoulême 2013
Le 40e festival international de la bande dessinée d'Angoulême s'est déroulé du 31 janvier au 3 février 2013 sous la présidence de Jean-Claude Denis, Grand prix l'année précédente.

## Affiche
Dans une ambiance nocturne, l'affiche dessinée par Jean-Claude Denis représente son personnage Luc Leroi en compagnie d'une femme sur les toits de Paris. Les aspérités de la pleine lune, surdimensionnée, font deviner des grands personnages de la bande dessinée.

## Palmarès

### Grand prix de la ville
En 2013, à la suite des critiques soulevées par l'élection[réf. nécessaire] de Jean-Claude Denis l'année précédente, le mode d'élection du Grand Prix change. Le corps électoral est élargi afin que l'effet de cooptation dû à la taille limitée de l'académie des Grand Prix soit atténué, sur le modèle du système établi entre 1997 et 1999. Les auteurs accrédités votent du jeudi au samedi pour un des seize auteurs sélectionnés par le comité électoral du Grand Prix d'Angoulême : Pierre Christin, Cosey, Nicolas de Crécy, Hermann, Manu Larcenet, Lorenzo Mattotti, Alan Moore, Katsuhiro Ōtomo, Marjane Satrapi, Joann Sfar, Posy Simmonds, Jirō Taniguchi, Akira Toriyama, Jean Van Hamme, Chris Ware ou Willem. Le lendemain, l'académie des Grands prix choisit le Grand Prix parmi les cinq auteurs arrivés en tête.
Sur les 1 400 auteurs présents, 537 ont pris part au vote. La moitié des votes se répartissaient entre le Britannique Moore, les Japonais Ōtomo et Toriyama, l'Américain Ware et le Néerlandais Willem.
Après délibération de l'Académie entre les cinq finalistes, le Grand prix de la ville d'Angoulême 2013 est l'auteur et éditeur néerlandais Willem, qui devrait donc présider le Grand Jury pour l'édition 2014 du festival. C'est le plus vieil auteur à recevoir cette récompense depuis Pellos en 1978 et le premier Néerlandais, bien qu'il vive en France depuis 1968 et publie majoritairement en français depuis la fin des années 1960.
Akira Toriyama, arrivé en tête du vote des auteurs, reçoit pour sa part le « Prix du quarantenaire », à la manière de Claire Bretécher, Hugo Pratt, Morris, Albert Uderzo ou Joann Sfar par le passé.
Bien que le règlement ait été respecté, la désignation de Willem par l'Académie des Grands Prix provoque une polémique chez les auteurs qui ont le sentiment que leur vote pour Toriyama a été usurpé. Sur Twitter, un des membres de l'Académie, Lewis Trondheim laisse entendre que les membres de l'Académie ont voté par défaut car ils ne connaissaient pas les autres auteurs. 20 minutes rapporte également qu'une majorité des membres aurait refusé de voter pour un auteur de manga, ce qui accentue l'impression d'un fossé générationnel.

### Prix officiels

#### Palmarès officiel (Fauves d'Angoulême)

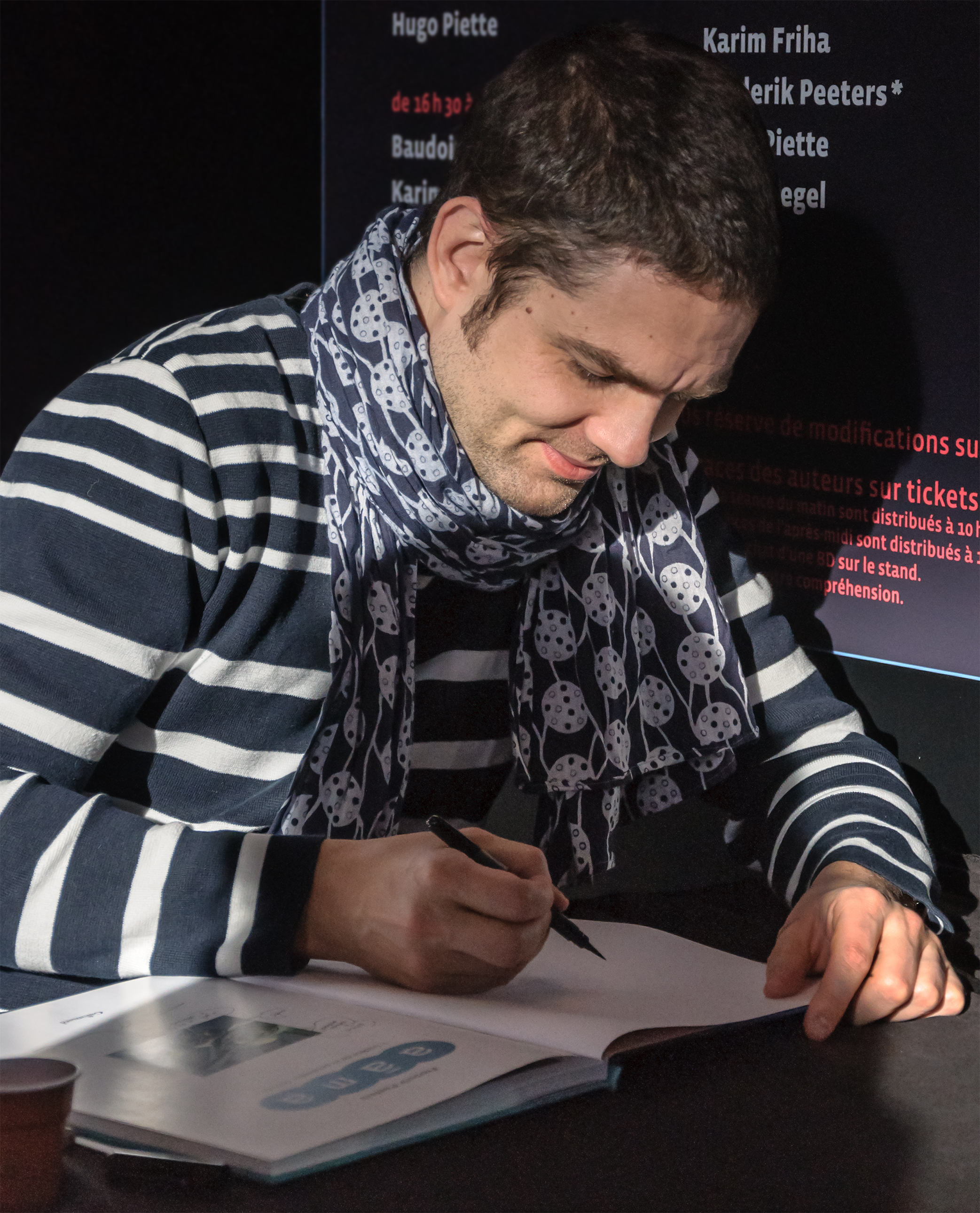
Frederik Peeters dédicaçant Aâma au festival d'Angoulême 2013.

- Fauve d'or : Quai d'Orsay t. 2 : Quai d'Orsay, de Christophe Blain (dessin et scénario) et Abel Lanzac (scénario), Dargaud
- Prix du public Cultura : Tu mourras moins bête... t. 2 : Quoi de neuf, docteur Moustache ?, de Marion Montaigne, Ankama
- Prix spécial du jury : Le Nao de Brown, de Glyn Dillon, Akileos
- Prix de la série : Aâma t. 2 : La Multitude invisible, de Frederik Peeters, Gallimard
- Prix révélation : Automne, de Jon McNaught, Nobrow
- Prix Jeunesse : Les Légendaires Origines t. 1 : Danaël, de Nadou (dessin) et Patrick Sobral (scénario), Delcourt.
- Prix du patrimoine : Krazy Kat t. 1 1924-1929, de George Herriman, Les Rêveurs
- Prix Polar : Castilla Drive, d'Anthony Pastor, Actes Sud, coll. « Éditions de l'An 2 »
- Prix de la bande dessinée alternative : Dopututto Max, publié par Misma.

#### Grand Jury
Le jury est composé de trois femmes et quatre hommes :
- Jean-Claude Denis, auteur de bande dessinée, président
- Jessica Abel, auteur de bande dessinée
- Jean-Yves Ferri, auteur de bande dessinée
- Pierre Lescure, « personnalité qualifiée »
- Séverine Marque, libraire
- Denis Olivennes, « personnalité qualifiée »
- Sarah Vuillermoz, libraire

#### Compétition officielle
Comme les années précédentes, les albums en compétition officielle sont regroupés en plusieurs sélections :
- la sélection officielle de 32 albums (Fauve d'or, Prix spécial du jury, Prix de la série, Prix révélation).
- la sélection patrimoine de dix albums (Prix du patrimoine)
- la sélection jeunesse de douze albums (Prix Jeunesse)
- la sélection polar de cinq albums (nouveauté de l'édition 2013, Prix Polar).

Les prix Regards sur le monde, de l'Audace et intergénérations, jugés peu lisibles, disparaissent. Le Prix de la BD Fnac, ancien Prix du public, devient le Prix du public Cultura avec le changement de sponsor.
Cette sélection a été établie par les libraires Bertrand Lachèze et Jean-Pierre Nakache, les journalistes Stéphane Beaujean, Olivier Mimran et Frédéric Potet, ainsi que les représentants du Festival Céline Bagot et Benoît Mouchart.

##### Sélection Officielle
| - Frederik Peeters, Aâma t. 2 : La Multitude invisible, Gallimard (Série) - Thierry Démarez et Valérie Mangin, Alix Senator t. 1 : Les Aigles de sang, Casterman (Série) - Jon McNaught, Automne, Nobrow - Anders Nilsen, Big Questions, L'Association (Révélation) - Gabriel Bá et Fábio Moon (tous deux dessinateurs et scénaristes), Daytripper. Au jour le jour, Urban Comics, coll. « Vertigo Deluxe » - Laurent Maffre, Demain, demain, Actes Sud (Série) - Emmanuel Guibert, L’Enfance d’Alan, L’Association - Divers dessinateurs et Matthew Sturges et Bill Willingham (scénaristes), Fables t. 15/, Urban Comics, coll. « Vertigo Classiques » (Série) - Francis Porcel et Zidrou, Les Folies Bergère, Dargaud - Bastien Vivès et Ruppert et Mulot (tous trois dessinateurs et scénaristes), La Grande Odalisque, Dupuis, coll. « Aire libre » - Nicolas Presl, Heureux qui comme, Atrabile - Blexbolex, Hors-zone, Cornélius - Kengo Hanazawa, I Am a Hero, Kana - Brüno, Lorna, Treize étrange - Jacques Tardi, Moi, René Tardi, prisonnier du Stalag II B, Casterman - Yassine et Toma Bletner, Monsieur Strip, Alter comics - Glyn Dillon, Le Nao de Brown, Akileos | - Merwan Chabane (dessin), Fabien Bedouel (encrage), Maurin Defrance et Fabien Nury (scénario), L’Or et le Sang t. 3 : Les Princes du djebel, 12 bis (Série) - Sylvain Runberg et Serge Pellé, Orbital t. 5 : Justice, Dupuis, coll. « Repérage » (Série) - Marko Turunen, Ovnis à Lahti, Frémok - Julie Birmant et Clément Oubrerie, Pablo t. 2 : Apollinaire, Dargaud - Lucas Varela, Paolo Pinocchio, Tanibis - Giacomo Monti, Personne ne me fera de mal, Rackham - Christophe Blain et Abel Lanzac, Quai d’Orsay t. 2, Dargaud - Charles Burns, La Ruche, Cornélius - Jérémie Moreau et Wilfrid Lupano, Le Singe de Hartlepool, Delcourt, coll. « Mirages » - Atsushi Kaneko, Soil t. 11, Ankama (Série) - Christopher Hittinger, Le temps est proche, The Hoochie Coochie (Série) - Mari Yamazaki, Thermae Romae t. 4, Sakka (Série) - Marion Montaigne, Tu mourras moins bête… t. 2 : Quoi de neuf Docteur Moustache ?, Ankama - Chester Brown, Vingt-trois prostituées, Cornélius - Charlie Adlard et Robert Kirkman, Walking Dead t. 16 : Un vaste monde, Delcourt, coll. « Contrebande » (Série) |

##### Sélection Patrimoine
- Yukinobu Hoshino, 2001 Night Stories, Glénat
- George Akiyama, Anjin San, Le Lézard noir
- Collectif, Anthologie Creepy, Delirium
- David Mazzucchelli et Frank Miller, Batman : Année Un, Urban Comics
- Paul Kirchner, Le Bus, Tanibis
- Albert Uderzo (éd. Philippe Cauvin et Alain Duchêne), Intégrale Uderzo t. 1, Hors Collection
- George Herriman, Krazy Kat t. 1, Les Rêveurs
- H. M. Bateman, Mimodrames, Actes Sud, coll. « Actes Sud - L'An 2 »
- Luciano Bottaro, Pépito t. 1, Cornélius
- Milton Caniff, Terry et les Pirates t. 1 : 1939-1940, Bdartiste

##### Sélection Jeunesse
- Emmanuel Guibert et Marc Boutavant, Ariol t. 7 : Le Maître-chien, Bayard, coll. « BD Kids »
- Nix, Billy Boy, Les Requins Marteaux
- Aurélie Neyret et Joris Chamblain, Les Carnets de Cerise t. 1 : Le Zoo pétrifié, Soleil, coll. « Métamorphose »
- Konami Kanata, Chi : Une vie de chat t. 7 et 8, Glénat, coll. « Glénat Kids »
- Matthieu Bonhomme, Esteban t. 4 : Prisonnier du bout du monde, Dupuis
- Luke Pearson, Hilda et la Parade des oiseaux, Nobrow
- Matthias Picard, Jim Curious, Éditions 2024
- Nadou et Patrick Sobral, Les Légendaires Origines, t. 1 : Danaël, Delcourt, coll. Jeunesse
- Valérie Vernay et Mathieu Reynès, La Mémoire de l'eau t. 1, Dupuis
- Mathilde Domecq, Paola Crusoé t. 1 : Naufragés, Glénat, coll. « Tchô ! »
- David Etien (dessin), Olivier Legrand et Djian (scénario), Les Quatre de Baker Street t. 4 : Les Orphelins de Londres, Vents d'Ouest
- Benoît Feroumont, Le Royaume t. 4 : Voulez-vous m'épouser ?, Dupuis

##### Sélection polar
- Yannick Corboz et Wilfrid Lupano, L'Assassin qu'elle mérite t. 2 : La Fin de l'innocence, Vents d'Ouest
- Anthony Pastor, Castilla Drive, Actes Sud, coll. « Actes Sud - L'An 2 »
- Jules Stromboni et Olivier Cotte, L'Épouvantail, Casterman
- Sean Phillips et Ed Brubaker, Fatale t. 1 : La Mort aux trousses, Delcourt, coll. « Contrebande »
- Jonathan Case et Jeff Jensen, Le Tueur de la Green River, Ankama

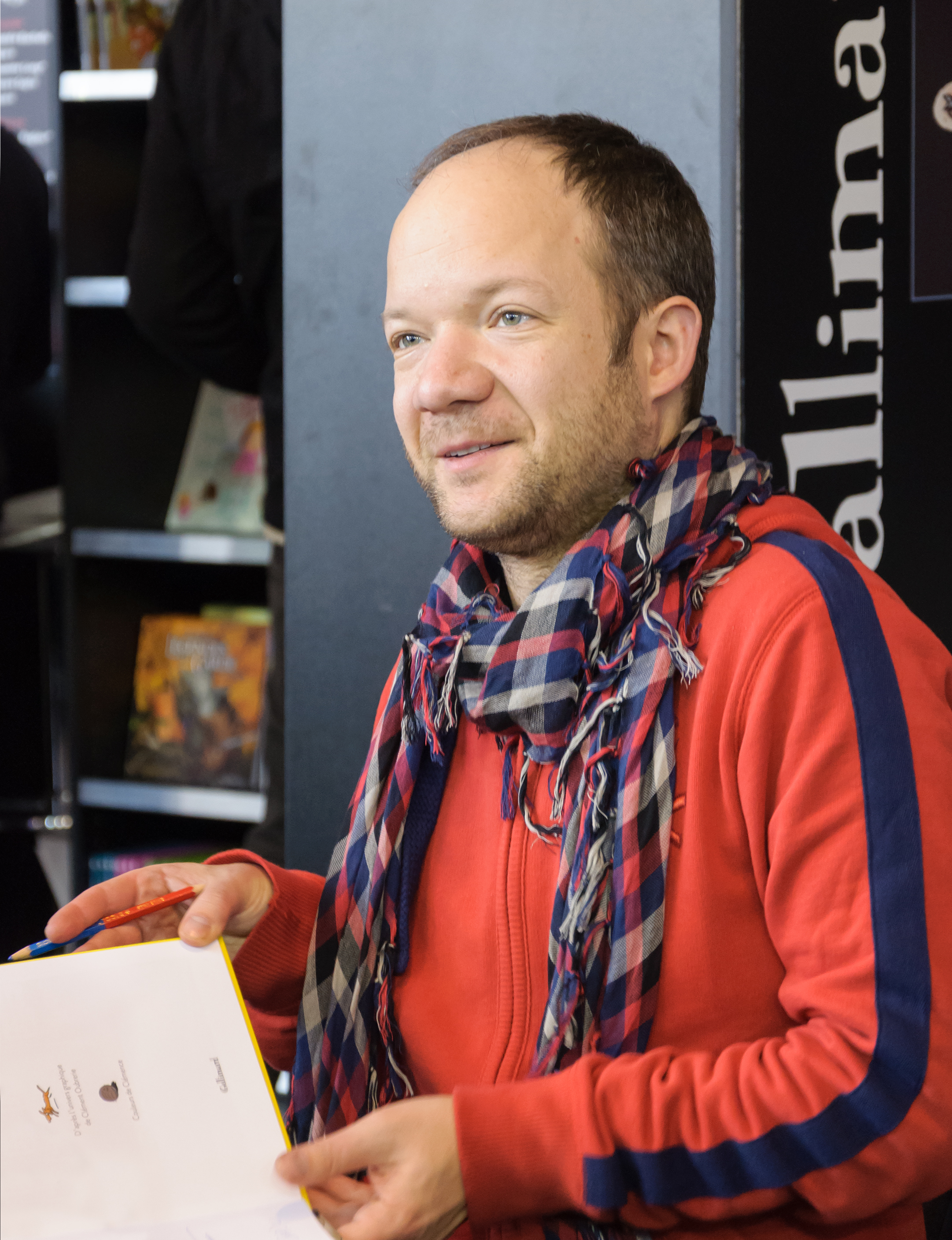
Mathieu Sapin
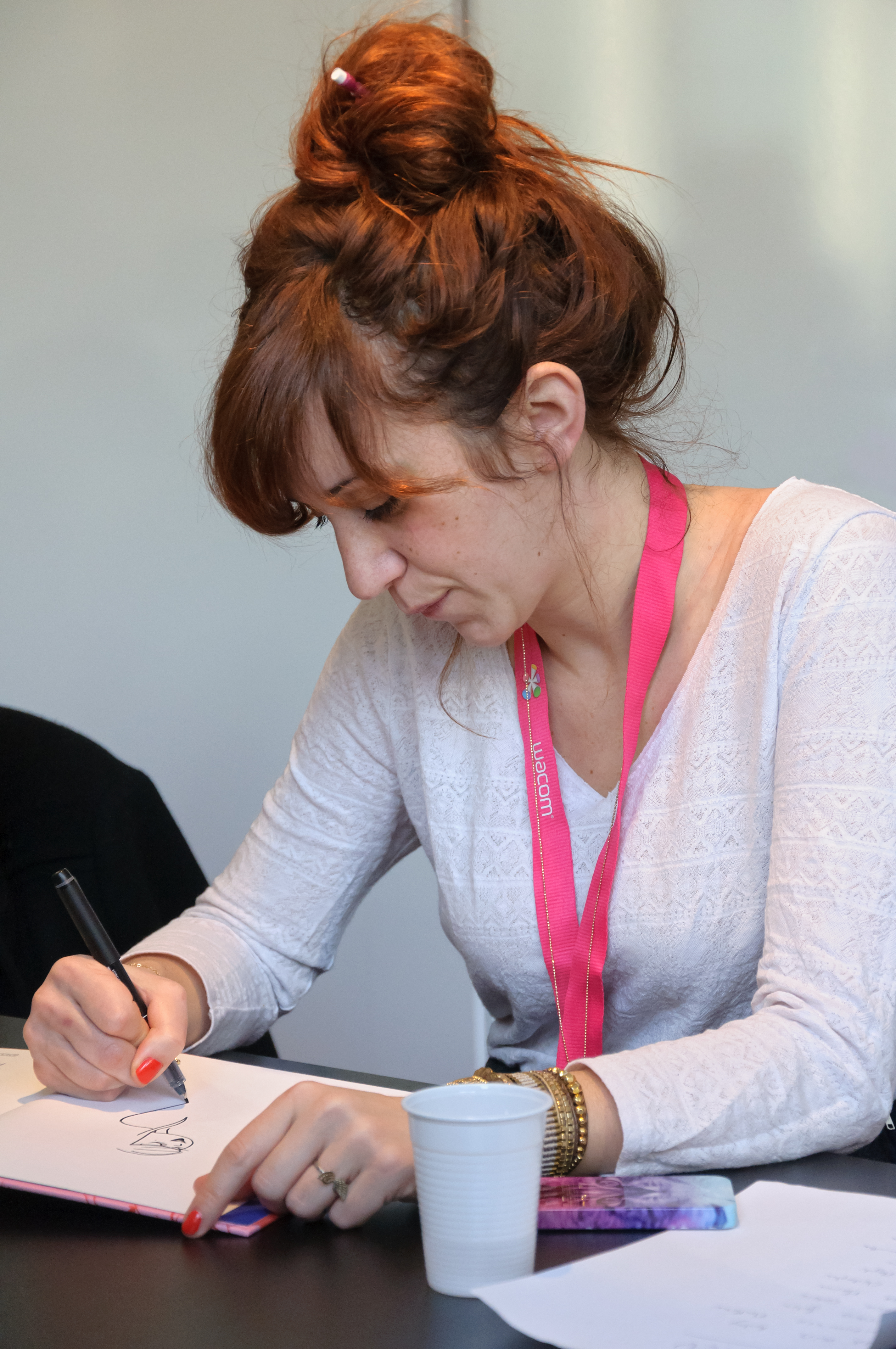
Pénélope Bagieu
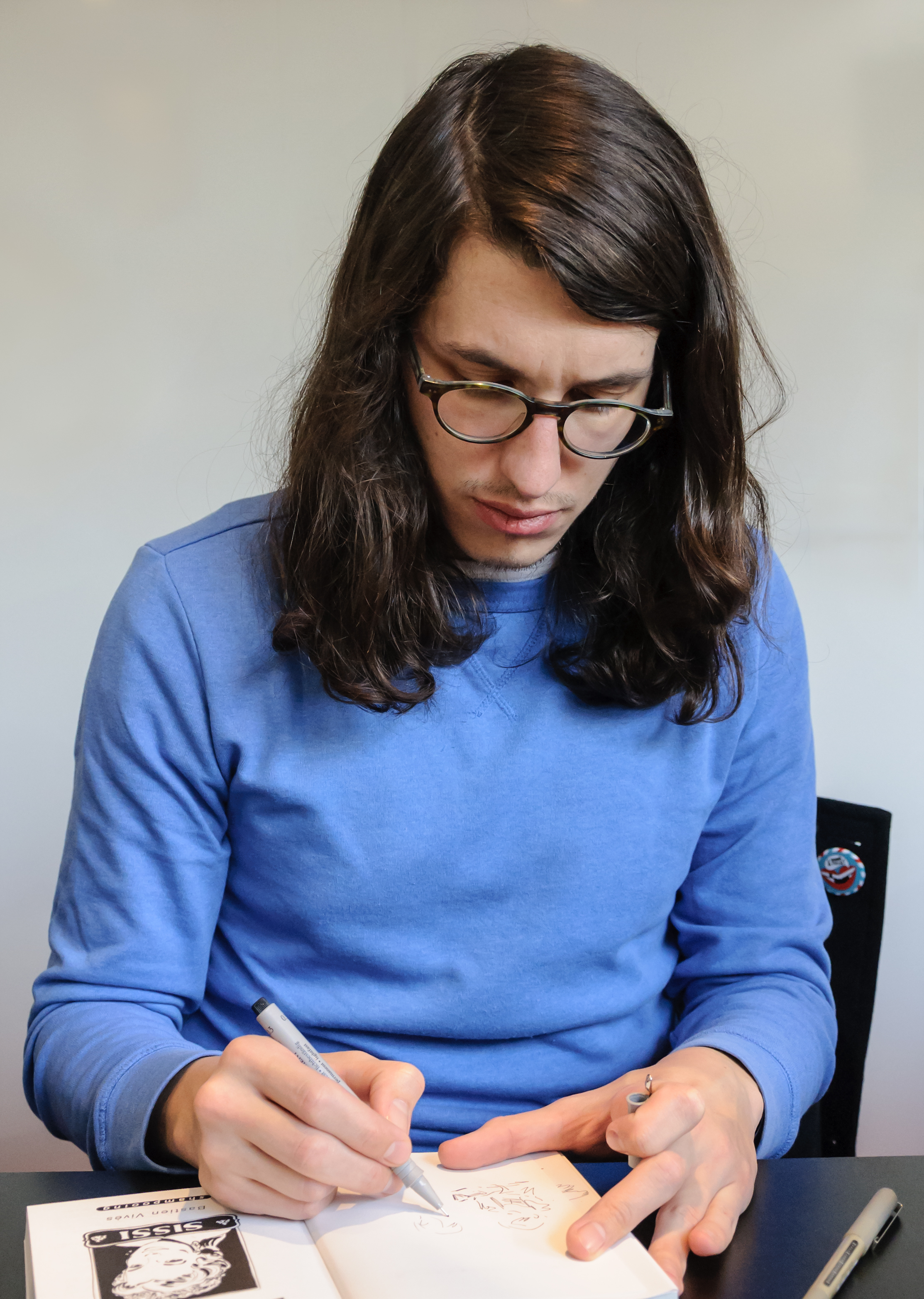
Bastien Vivès
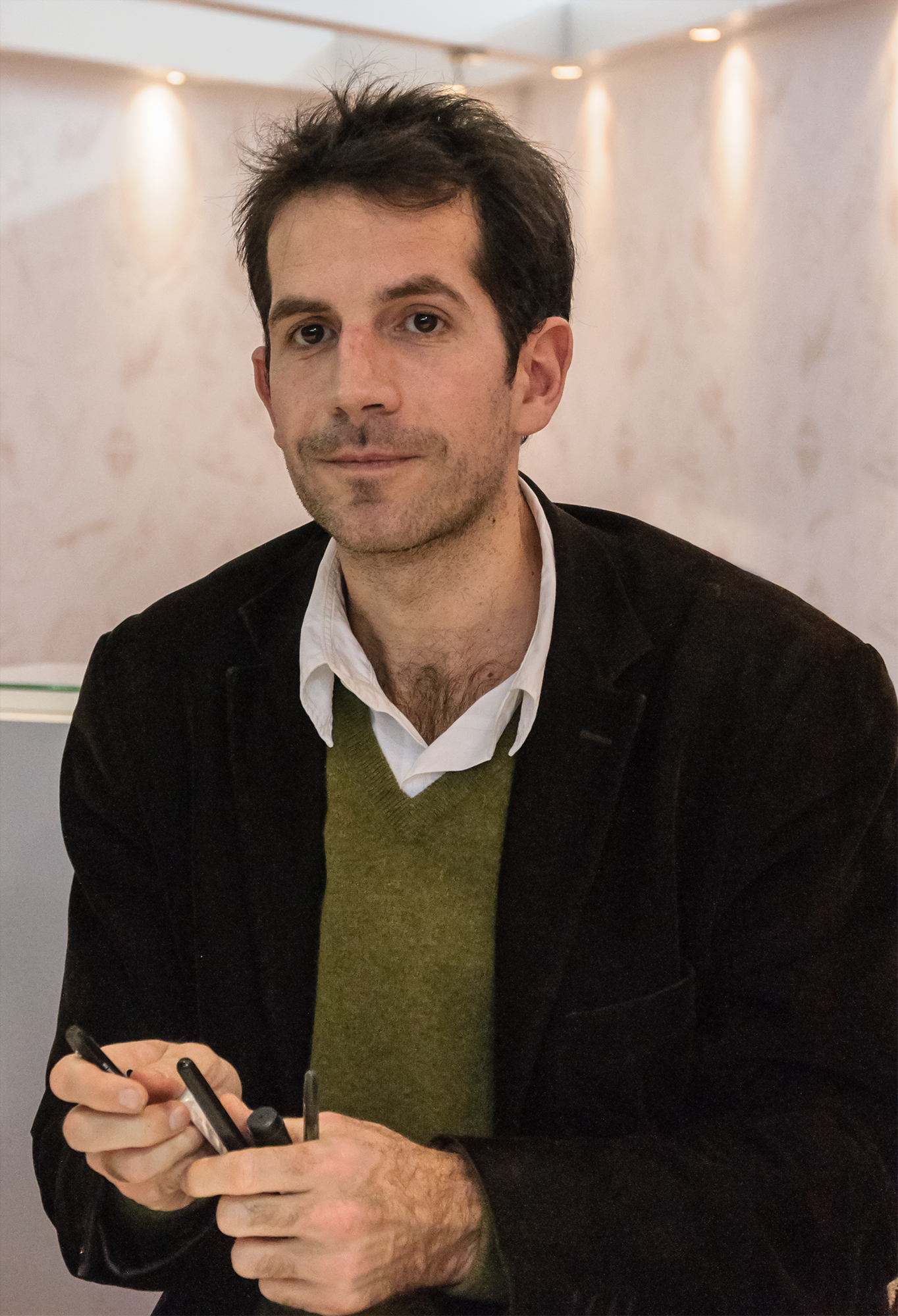
Jul
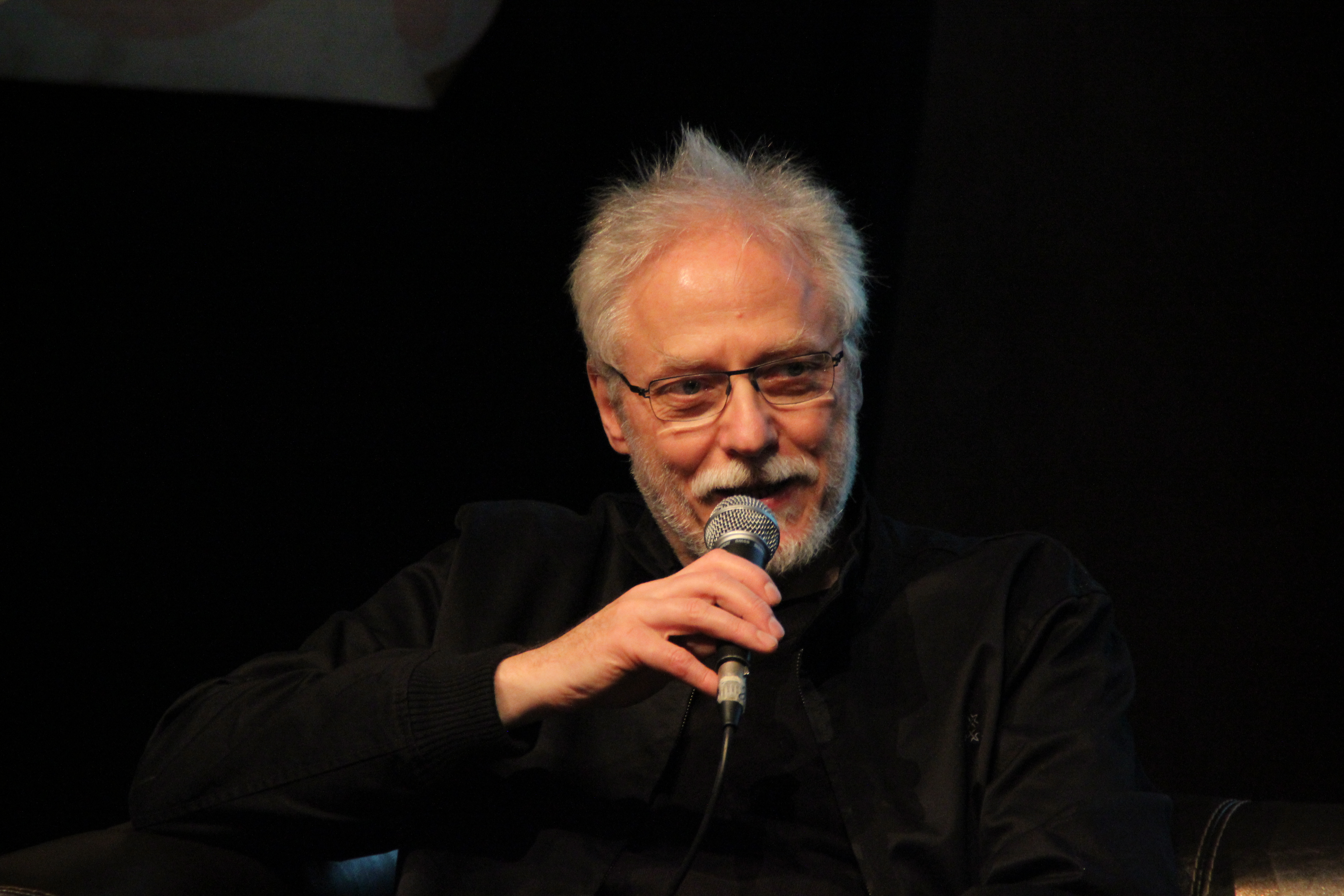
Andreas
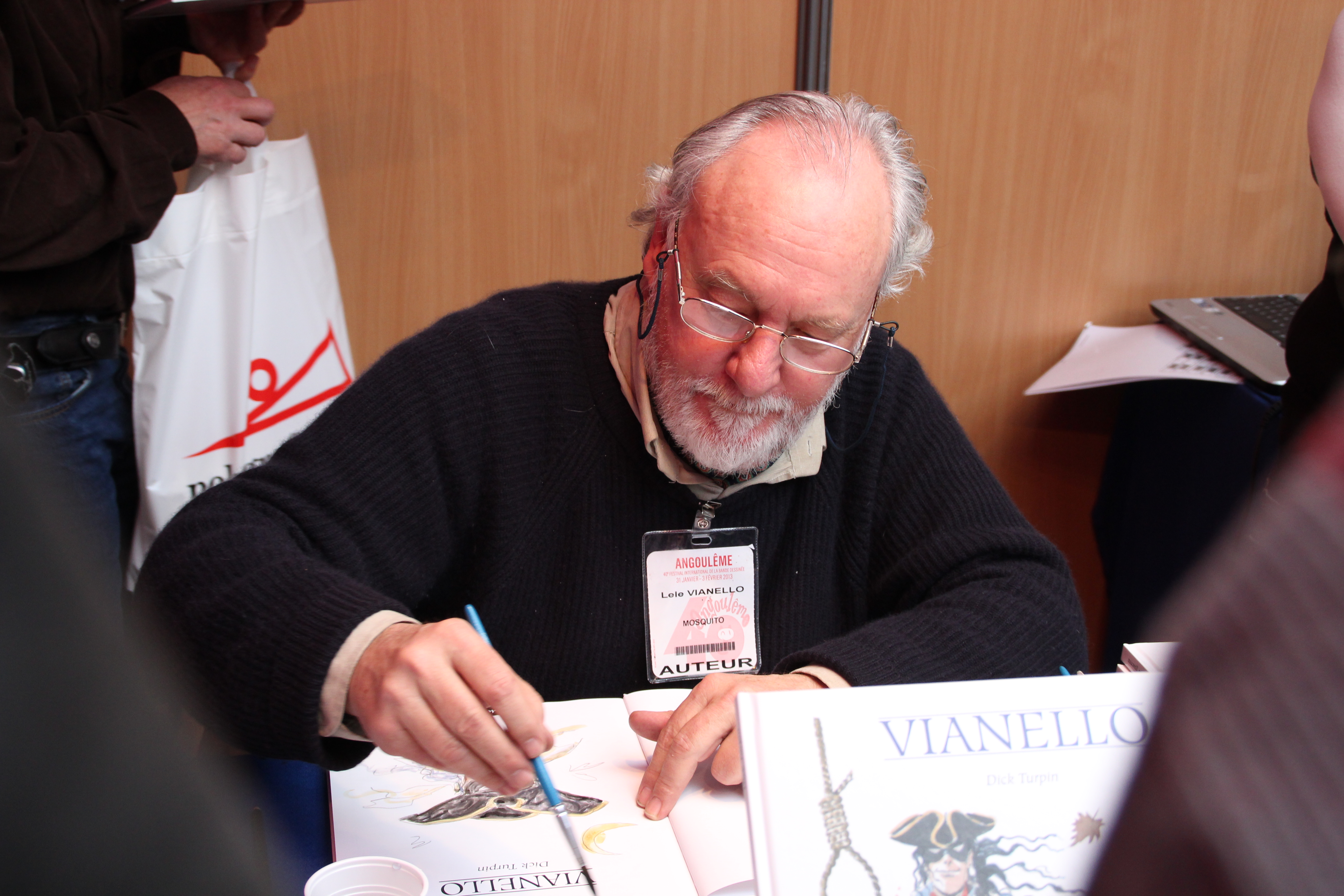
Lele Vianello
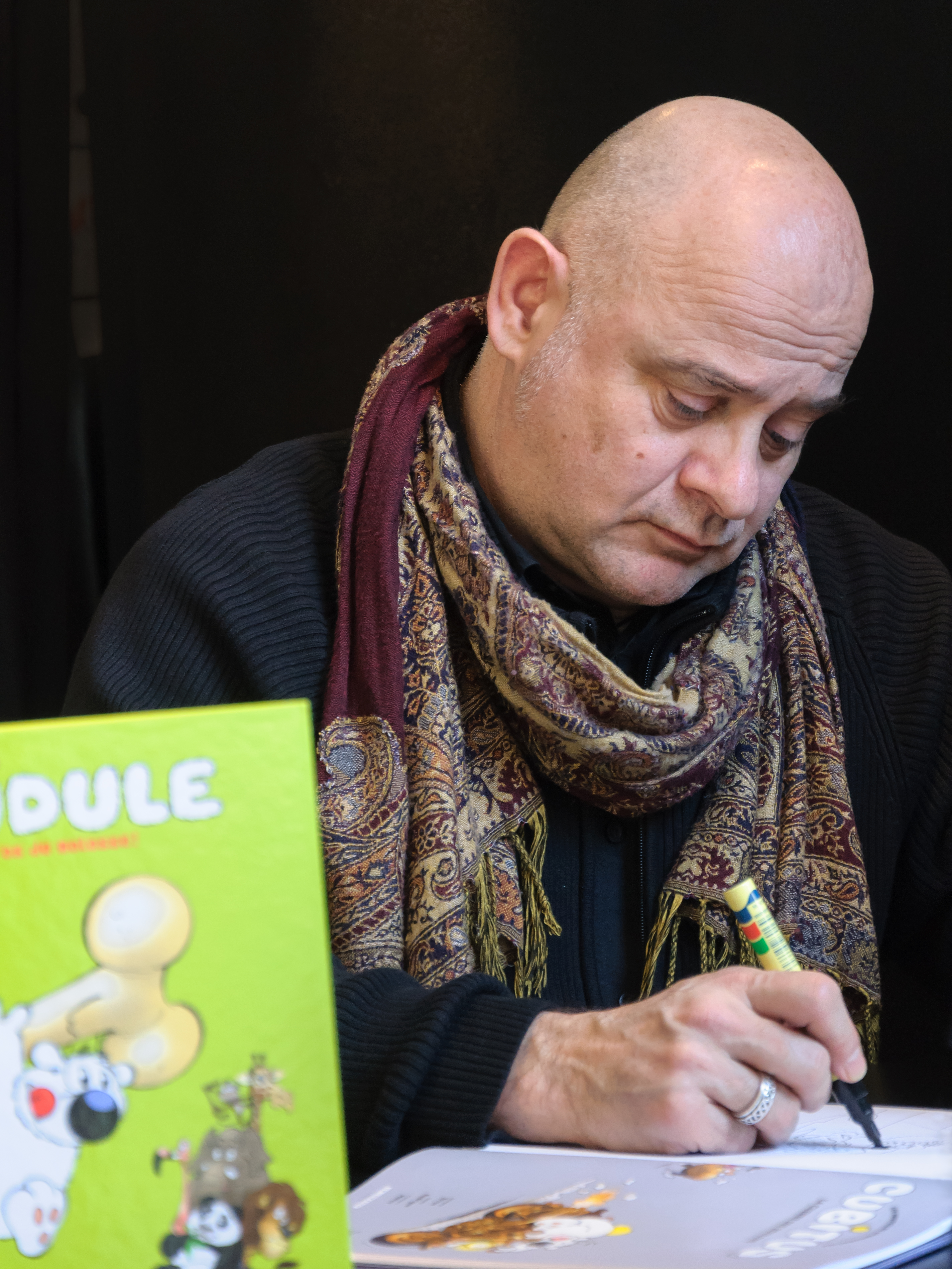
Michel Rodrigue

## Déroulement du festival

### Expositions
- Les Arcanes d'Andreas
- Au nom de la loi

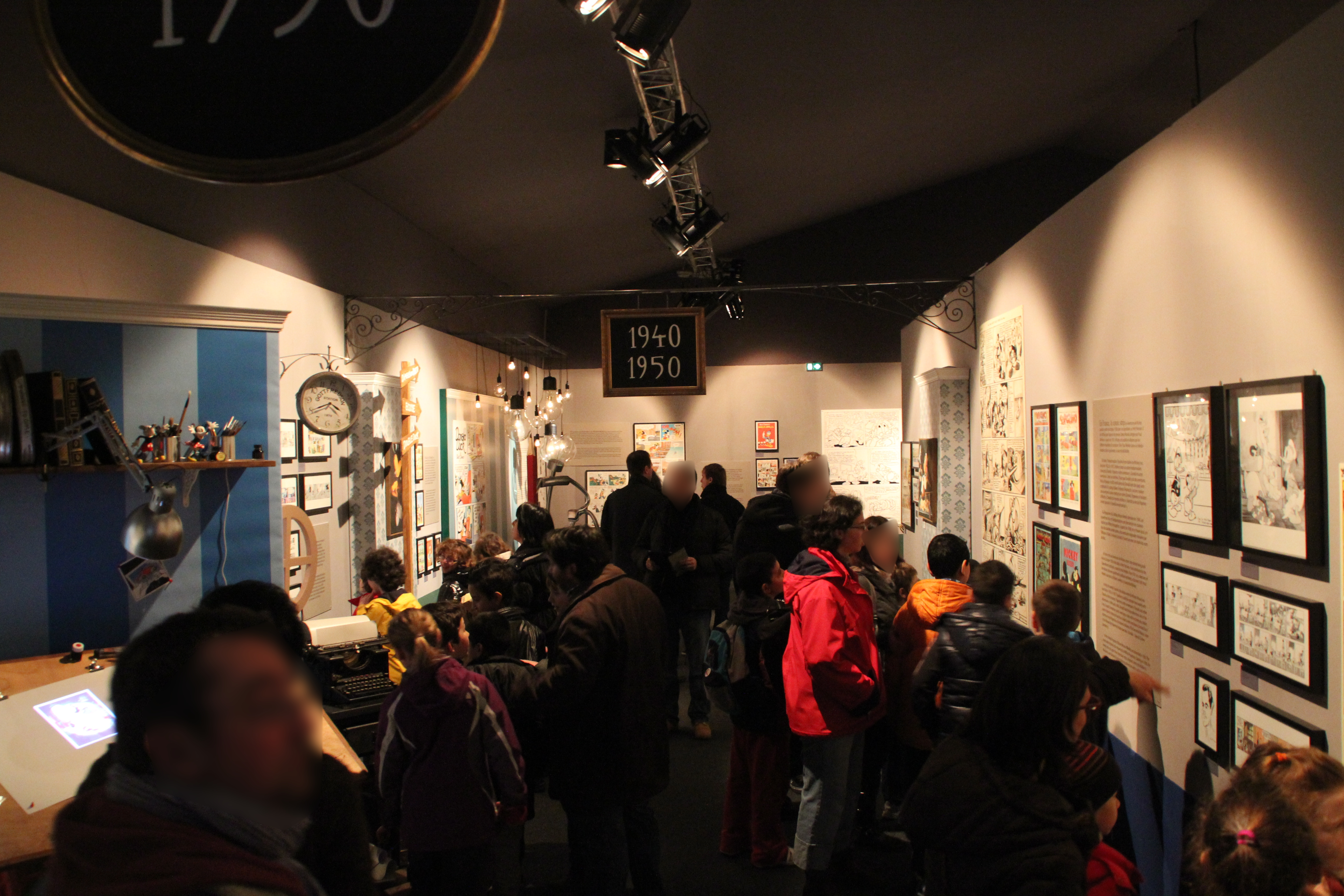
Exposition Mickey et Donald, tout un art.

- Brecht Evens et ses compagnons de route
- Corée
- Comès
- Jean-Claude Denis
- Mickey et Donald, tout un art
- Pénélope Bagieu
- The Hoochie Coochie
- Uderzo in extenso

Expositions du musée de la Bande dessinée :
- Quelques instants plus tard… Art contemporain et bande dessinée

### Rencontres
- Rencontres internationales
- Little Asia